# Équipe du Costa Rica féminine de football
Cet article traite de l'équipe féminine. Pour l'équipe masculine, voir Équipe du Costa Rica de football.
Maillots
L'équipe du Costa Rica féminine de football est l'équipe nationale qui représente le Costa Rica dans les compétitions majeures de football féminin. L'équipe est placée sous l'égide de la Fédération du Costa Rica de football.

## Classement FIFA
| Année               | 2003 | 2004 | 2005 | 2006 | 2007 | 2008 | 2009 | 2010 | 2011 | 2012 | 2013 | 2014 | 2015 | 2016 | 2017 | 2018 | 2019 | 2020 | 2021 | 2022 |
| ------------------- | ---- | ---- | ---- | ---- | ---- | ---- | ---- | ---- | ---- | ---- | ---- | ---- | ---- | ---- | ---- | ---- | ---- | ---- | ---- | ---- |
| Classement mondial  | 46   | 45   | 46   | 49   | 48   | 46   | 92   | 41   | 41   | 40   | 40   | 37   | 34   | 29   | 33   | 37   | 37   | 35   | 36   | 37   |
| Classement Concacaf | 5    | 5    | 5    | 5    | 5    | 5    |      | 4    | 4    | 4    | 4    | 4    | 4    | 4    | 4    | 4    | 4    | 4    | 4    | 4    |

## Parcours dans les compétitions internationales

### Parcours enCoupe du monde
| Édition | Performance   | J | V | N | D | Bp | Bc |
| ------- | ------------- | - | - | - | - | -- | -- |
| 1991    | Non qualifiée | - | - | - | - | -  | -  |
| 1995    | Non qualifiée | - | - | - | - | -  | -  |
| 1999    | Non qualifiée | - | - | - | - | -  | -  |
| 2003    | Non qualifiée | - | - | - | - | -  | -  |
| 2007    | Non qualifiée | - | - | - | - | -  | -  |
| 2011    | Non qualifiée | - | - | - | - | -  | -  |
| 2015    | 1er tour      | 3 | 0 | 2 | 1 | 3  | 4  |
| 2019    | Non qualifiée | - | - | - | - | -  | -  |
| 2023    | 1er tour      | 3 | 0 | 0 | 3 | 1  | 8  |
| Total   | 2/9           | 6 | 0 | 2 | 4 | 4  | 12 |

### Parcours enChampionnat féminin de la CONCACAF
- 1991 : 1er tour
- 1993 : Non qualifié
- 1994 : Non qualifié
- 1998 : 3e
- 2000 : 1er tour
- 2002 : 4e
- 2006 : Non qualifié
- 2010 : 4e
- 2014 : Finaliste
- 2018 : 5e
- 2022 : 4e

### Parcours auxJeux olympiques d'été
- 1996 : Non qualifié
- 2000 : Non qualifié
- 2004 : Non qualifié
- 2008 : Non qualifié
- 2012 : Non qualifié
- 2016 : Non qualifié
- 2020 : Non qualifié
- 2024 : Non qualifié